# Extremoz
Extremoz is een gemeente in de Braziliaanse deelstaat Rio Grande do Norte. De gemeente telt 22.751 inwoners (schatting 2009).
Bij de plaats ligt Lago de Extremoz.

## Verkeer en vervoer
De plaats ligt aan de noord-zuidlopende snelweg BR-101 tussen Touros en São José do Norte. Daarnaast ligt ze aan de weg RN-307.